# الغول الأعلى (نعمان)

تعديل مصدري - تعديل

الغول الأعلى هي إحدى قرى عزلة الغول بمديرية نعمان التابعة لمحافظة البيضاء، بلغ تعداد سكانها 286 نسمة حسب تعداد اليمن لعام 2004.